# Freccia Vallone femminile 2000
La Freccia Vallone femminile 2000, terza edizione della corsa e valida come terza prova della Coppa del mondo di ciclismo su strada femminile 2000, si svolse il 12 aprile 2000 su un percorso di 91 km, con partenza da Huy e arrivo al Muro di Huy, in Belgio.  
La vittoria fu appannaggio della canadese Geneviève Jeanson, che completò il percorso in 2h38'09", alla media di 34,524 km/h, precedendo la finlandese Pia Sundstedt e la francese Fany Lecourtois.
Sul traguardo del muro di Huy 95 cicliste, su 109 partite da Huy, portarono a termine la competizione.

## Percorso
L'edizione 2000, contò la presenza di 6 muri: il più lungo fu la Côte de Bohissau, mentre il più duro, fu quello conclusivo di Huy.

### Muri
| Numero | Nome             | Chilometro | Lunghezza (m) | Pendenza media (%) |
| ------ | ---------------- | ---------- | ------------- | ------------------ |
| 1      | Côte de France   | 13         | 2500          | 6,1                |
| 2      | Côte de Pailhe   | 32,5       | 1000          | 5,3                |
| 3      | Côte de Bellaire | 54,5       | 900           | 7,4                |
| 4      | Côte de Bohissau | 63         | 3400          | 7,6                |
| 5      | Côte de Ahin     | 79,5       | 2400          | 6,4                |
| 6      | Muro di Huy      | 93,5       | 1300          | 9,3                |

## Ordine d'arrivo (Top 10)
| Pos. | Corridore              | Squadra                 | Tempo    |
| ---- | ---------------------- | ----------------------- | -------- |
| 1    | Geneviève Jeanson      | Sel. Canada             | 2h38'09" |
| 2    | Pia Sundstedt          | GAS Sport Team          | a 10"    |
| 3    | Fany Lecourtois        | Alfa Lum SRM            | a 23"    |
| 4    | Diana Žiliūtė          | Acca Due O              | a 37"    |
| 5    | Cindy Pieters          | Vlaanderen 2002 Ladies  | a 41"    |
| 6    | Susanne Ljungskog      | Farm Frites-Hartol      | a 42"    |
| 7    | Priska Doppmann        | Master Carpe Diem       | a 45"    |
| 8    | Alessandra Cappellotto | GAS Sport Team          | s.t.     |
| 9    | Nicole Brändli         | Sel. Svizzera           | a 47"    |
| 10   | Jacinta Coleman        | Nürnberger Versicherung | a 53"    |